# Ialysus investigatoris
Ialysus investigatoris är en kräftdjursart som beskrevs av Sewell 1940. Ialysus investigatoris ingår i släktet Ialysus och familjen Diosaccidae. Inga underarter finns listade i Catalogue of Life.